# Ad Konings
Pour les articles homonymes, voir Koning.
Ad Konings (nom complet : Adrianus Johannes Franciscus Marinus Maria Konings), né le 11 janvier 1956 à Rosendael (Pays-Bas), est un ichthyologiste néerlandais d'abord formé en médecine et en biologie. Konings est surtout connu pour ses recherches sur les cichlidés des lacs du Rift africain. Après des études à Amsterdam, il a passé une partie de sa vie à Rotterdam, puis aux États-Unis.

## Biographie
Ad Konings a commencé à maintenir des cichlidés quand il avait 14 ans en 1970. Il a rapidement obtenu des reproductions de cichlidés rares, et a travaillé comme assistant pour le plus grand vendeur de poissons tropicaux aux Pays-Bas.

## Études universitaires et début de carrière

### Années 1974-1980
Entre les années 1974 et 1980 Ad Konings étudie la biologie médicale à l'Université d'Amsterdam et obtient son doctorat en 1980. Il a choisi ce domaine en dépit de son amour de l'ichtyologie et en raison d'une crainte que les débouchés soient trop restreints.

### De 1980 à 1986
De 1980 à 1986, il a fait des recherches sur les enzymes lysosomales à l'Université Erasmus de Rotterdam. La plupart de ses travaux était liée ADN (biologie moléculaire).

### En 1986
En 1986, Konings a déménagé à Sankt Leon-Rot, en Allemagne (près de Heidelberg), où il a commencé à écrire des livres et à reproduire des cichlidés du lac Tanganyika. Il a également travaillé pendant 18 mois dans le département de parasitologie de l'Université de Heidelberg.

## Éditeur et photographe
Konings et sa future épouse ont commencé leur propre maison d'édition, Cichlid Press, en 1991. 
Le premier livre a été intitulé le Cichlids Yearbook, vol. 1. L'entreprise a grandi et publie maintenant un certain nombre de guides de cichlidés par Konings et d'autres auteurs; ses publications sont souvent considérés comme les ouvrages de référence sur diverses catégories de cichlidés africains. On dénombre 36 livres ou publications différentes sous son nom.
Il est également un photographe reconnu pour la qualité et la diversité de ses images.
Deux cichlidés du lac Malawi ont été nommés en son hommage, à savoir Aulonocara koningsi par Patrick Tawil en 2003, et Placidochromis koningsi par Hanssens en 2004.
Vers la fin de sa carrière, la célèbre ichthyologue Ethelwynn Trewavas initie Konings, et lui transmet des informations et des suggestions pour sa recherche ichtyologique.
Lorsque sa vue a diminué, à la fin de sa vie, elle lui a demandé d'accepter son microscope binoculaire, comme le don d'un expert en cichlidés africains de premier plan, à l'homme qui lui a succédé pour décrire une multitude de nouvelles espèces de cichlides.
Konings a également été initié par le découvreur de cichlidés et exportateur Stuart Grant tôt dans sa carrière, et quand Konings épouse Gertrud (née Dudin), également biologiste, en 1996 au Malawi Grant et sa femme Esther étaient leurs témoins de mariage.
Konings déménage à El Paso, au Texas, en 1996, et emmène Cichlid Press et sa famille. 
Dans des entrevues, il donne la douceur du climat et la beauté des paysages comme raisons à ce déménagement. Les Konings ont repris l'étude des cactus depuis, photographiant chaque espèce et variété de cactus originaire du Texas.
Il dirige occasionnellement des expéditions au lac Malawi et donne de nombreuses conférences dans le monde entier.

## Publications
- Malawi Cichlids in Their Natural Habitat par Ad Konings; Cichlid Press; 3e édition (juillet 2001);  (ISBN 0-9668255-3-5);  (ISBN 978-0-9668255-3-4)
- Enjoying Cichlids, par Kjell Fohrman, Mary Bailey, Ad Konings; Cichlid Press (novembre 2002);  (ISBN 0-9668255-7-8);  (ISBN 978-0-9668255-7-2)
- Celebrating Cichlids from Lakes Malawi and Tanganyika, par Ad Konings; Cichlid Press (août 2005);  (ISBN 1-932892-02-8);  (ISBN 978-1-932892-02-4)
- Tanganyika Cichlids in Their Natural Habitat, par Ad Konings; Cichlid Press;  (ISBN 0-9668255-0-0);  (ISBN 978-0-9668255-0-3)
- Guide to Malawi Cichlids, par Ad Konings; Aqualog Verlag GmbH (janvier 1997);  (ISBN 3-9805605-3-8);  (ISBN 978-3-9805605-3-5)
- Guide to Tanganyika Cichlids, par Ad Konings; Aqualog Verlag GmbH (janvier 1996);  (ISBN 3-928457-37-3);  (ISBN 978-3-928457-37-8)
- Konings' Book of Cichlids and All the Other Fishes of Lake Malawi, par Ad Konings; Publications (juillet 1991);  (ISBN 0-86622-527-7);  (ISBN 978-0-86622-527-4)
- « Cichlids from Central America », par Ad Konings; Tropical Fish Hobbyist (en) (février 1989);  (ISBN 0-86622-700-8);  (ISBN 978-0-86622-700-1)
- The Cichlid Diversity of Lake Malawi/Nyasa/Niassa: Identification, Distribution and Taxonomy, par Jos Snoeks et Ad Konings; Cichlid Press (novembre 2004);  (ISBN 0-9668255-8-6);  (ISBN 978-0-9668255-8-9)
- Cacti of Texas: in their natural habitat, par Gertrud & Ad Konings; Cichlid Press (2009);  (ISBN 978-1-932892-08-6)
- Featherfins in their natural habitat;  (ISBN 978-1-932892-17-8)